# Рігерсбург
Рігерсбург (нім. Riegersburg) — ярмаркова комуна  (нім. Marktgemeinde)  в Австрії, у федеральній землі Штирія.
Входить до складу округу Зюдостштайєрмарк. Населення становить 2,391 осіб (станом на 31 грудня 2013 року). Займає площу 32 км². Рігерсбург знаходиться приблизно у 39 км на схід від Граца і приблизно за 7 км на північний схід від райцентру. Здалеку видно потужні базальтові скелі та добре збережений замок Штирії, котрий піднімається над містом. Дата заснування поселення втрачена.

## Замок
Замок було вперше згадано 1138 як «Ruotkerspurch», з 1142 володіння Гартніда фон Трайзен-Орта. Замок донині перебуває у володінні Княжого дому Ліхтенштейнів, що врятували його після руйнацій 1945 року. Оскільки дворянські володіння в Австрії заборонені, то вони володіють замком як приватні особи. З 2014 замком піклується Емануель фон Ліхтенштейн з родиною. Замок вважають найвідомішою туристичною атракцією Штирії з захопливими тематичними виставками.